# Долна Дъбева
Долна Дъбева е село в Южна България. То се намира в община Велинград, област Пазарджик.

## География
Село Долна Дъбева се намира в планински район. Село е от 26 декември 1978 г., когато се обединяват колиби Дъбови и колиби Сойка. През 1980 г. влиза в състава на кметство Света Петка.